# Innerst i sjelen
Innerst i sjelen, i Storbritannien Deep Within My Soul, är ett studioalbum från 1994 av den norska sångerskan Sissel Kyrkjebø.

## Låtlista
1. Innerst i sjelen
2. Våkn opp, min sjel
3. Se ilden lyse
4. Eg veit i himmerik ei borg
5. Alma Redemtoris
6. Som fagre blomen
7. Stevtone
8. I skovens dybe stille ro
9. Stolt Margjit
10. Tidin rennur
11. Bred dina vida vingar
12. Fire In Your Heart

## Olympiska bonusspår
1. Prosesjon
2. Hymne Olympique